# Mykoła Symkajło
Mykoła Symkajło (ur. 21 listopada 1952 w Karagandzie, zm. 21 maja 2013) – duchowny greckokatolicki, w latach 2005-2013 biskup eparchialny  kołomyjsko-czerniowiecki.

## Życiorys
Święcenia kapłańskie przyjął 15 maja 1974. Przez kilkanaście lat pracował potajemnie na terenie ZSRR. W 1990 oficjalnie mianowany na proboszcza parafii katedralnej w Iwano-Frankiwsku, zaś rok później otrzymał także nominację na dyraktora eparchialnej Caritas.
W październiku 2004 został wybrany przez Synod Kościoła greckokatolickiego na eparchę kołomyjsko-czerniowieckiego (2 czerwca 2005 wybór został zatwierdzony przez papieża Benedykta XVI). Chirotonii biskupiej udzielił mu 12 lipca 2005 kard. Lubomyr Huzar.